# Nickolle Abreu
Nickolle Abreu (16 de março de 1989) é uma ex-ginasta brasileira que competia pela seleção de ginástica rítmica. 
Representou o Brasil em diversas competições internacionais. Competiu em campeonatos do mundo, como no Campeonato Mundial de 2005 de Ginástica Rítmica, em Baku, Azerbaijão. Participou também dos Jogos Sul-Americanos de 2006, em Buenos Aires.